# Adrian Monger
Adrian Calero Monger (6 de diciembre de 1932-9 de julio de 2016) fue un deportista australiano que compitió en remo. Participó en los Juegos Olímpicos de Melbourne 1956, obteniendo una medalla de bronce en la prueba de ocho con timonel.

## Palmarés internacional
| Juegos Olímpicos | Juegos Olímpicos      | Juegos Olímpicos  | Juegos Olímpicos |
| Año              | Lugar                 | Medalla           | Prueba           |
| ---------------- | --------------------- | ----------------- | ---------------- |
| 1956             | Melbourne (Australia) | Medalla de bronce | Ocho con timonel |